# رناتو بوساتا
رناتو بوساتا (انگلیسی: Renato Bosatta؛ زادهٔ ۲ september ۱۹۳۷ (۸۷ سال)) ورزشکار روئینگ اهل ایتالیا است.
وی در مسابقات کشوری و بین‌المللی در مجموع برندهٔ ۱ مدال طلا، ۲ مدال نقره، ۲ مدال برنز شده‌است.